# Acanthopharynx japonica
Acanthopharynx japonica is een rondwormensoort uit de familie van de Desmodoridae. De wetenschappelijke naam van de soort is voor het eerst geldig gepubliceerd in 1926 door Steiner & Hoeppli.